# Mole Hill

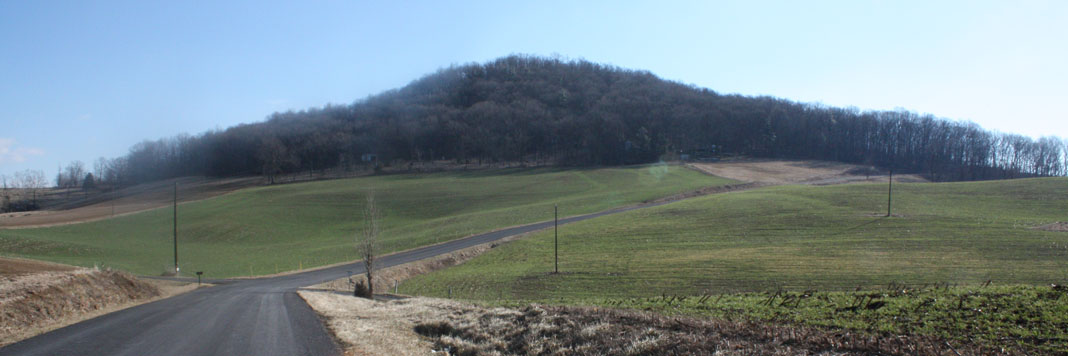
Vista orientación este desde Mole Hill Road

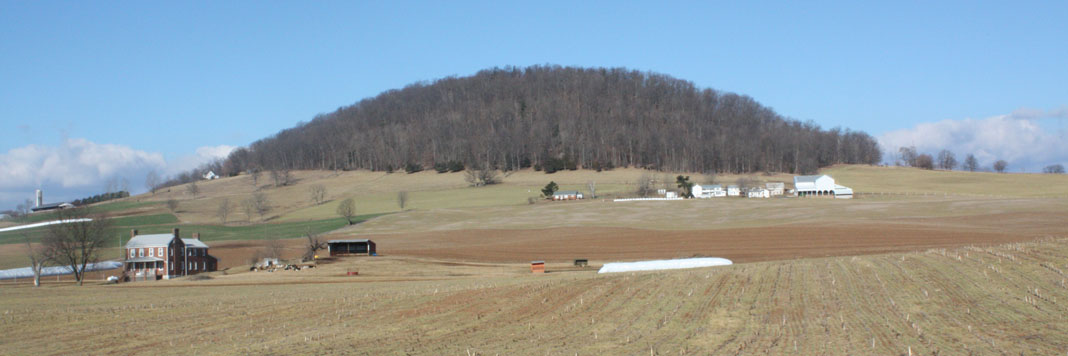
Vista desde orientación noroeste desde Swope Road

Mole Hill (literalmente: Colina de Topo, debido a su apariencia) es una colina formada durante el Eoceno hasta el Paleógeno formada por basalto, una roca volcánica, Es el remanente erosionado de lo que era un volcán activo hace aproximadamente 47 millones de años, lo que lo convierte en uno de los volcanes más jóvenes de la costa este de América del Norte, Se ubica al oeste de Harrisonburg, Virginia, en el Condado de Rockingham.

## Descripción general
Es un monadnock aislado, redondeado y cubierto de árboles en un valle relativamente plano rodeado de tierras de cultivo, El pico de la colina está aproximadamente a 577 metros (1,893 pies) sobre el nivel del mar.
El basalto en sí, que aflora en la cima de la colina, es "de color gris verdoso oscuro a negro grisáceo, de grano medio y moderadamente porfídico . Es un basalto de olivino-espinela con abundante piroxeno grande de color verde pálido y pequeños fenocristales de olivino de color marrón amarillento ". El basalto se entromete a través del Grupo de rocas carbonatadas del Ordovícico Beekmantown.

## Edad de la Colina
Originalmente se pensó que el basalto (y otros diques ígneos en el área) era del Paleozoico por datación de edad relativa usando relaciones transversales En 1969, Fullagar y Bottino utilizaron técnicas de datación radiométrica K-Ar y Rb-Sr para fechar rocas que pensaban que estaban relacionadas temporalmente con la bentonita Tioga del Devónico, pero descubrieron que las rocas tenían en realidad una edad mucho más joven de aproximadamente 47 millones de años, ubicándolos en el Eoceno.
Trimble Knob, ubicado en el condado de Highland, es geológicamente similar a Mole Hill y se cree que también el contemporáneamente igual, junto con otras rocas ígneas intrusivas cercas de Ugly Mountain en el condado de Pendleton, Virginia Occidental.